# Манучарян Едгар Вагрікович
Едгар Вагрікович Манучарян (вірм. Էդգար Մանուչարյան, нар. 19 січня 1987, Єреван) — вірменський футболіст, нападник клубу «Урал».
Насамперед відомий виступами за клуби «Пюнік» та «Аякс», а також національну збірну Вірменії.

## Клубна кар'єра
У дорослому футболі дебютував 2002 року виступами за команду клубу «Пюнік», в якій провів три сезони, взявши участь у 53 матчах чемпіонату. У складі «Пюніка» був одним з головних бомбардирів команди, маючи середню результативність на рівні 0,75 голу за гру першості.
Своєю грою за цю команду привернув увагу представників тренерського штабу клубу «Аякс», до складу якого приєднався 2005 року. Відіграв за команду з Амстердама наступні п'ять сезонів своєї ігрової кар'єри.
Згодом з 2009 по 2012 рік грав у складі команд клубів «Гарлем», «Апелдорн» та «Пюнік».
До складу клубу «Урал» приєднався 2011 року на правах оренди, а у 2012 році підписав повноцінний контракт.

## Виступи за збірні
У 2002 році дебютував у складі юнацької збірної Вірменії, взяв участь у 24 іграх на юнацькому рівні, відзначившись 17 забитими голами.
Протягом 2002–2008 років залучався до складу молодіжної збірної Вірменії. На молодіжному рівні зіграв у 7 офіційних матчах, забив 1 гол.
У 2004 році дебютував в офіційних матчах у складі національної збірної Вірменії. Наразі провів у формі головної команди країни 36 матчів, забивши 6 голів.

## Титули і досягнення
- Чемпіон Вірменії (4):

«Пюнік»: 2002, 2003, 2004, 2010
- Володар Кубка Вірменії (3):

«Пюнік»: 2002, 2004
«Алашкерт»: 2018-19
- Володар Суперкубка Вірменії (4):

«Пюнік»: 2002, 2004, 2010
«Алашкерт»: 2018
- Володар Кубка Нідерландів (2):

«Аякс»: 2005-06, 2006-07
- Володар Суперкубка Нідерландів (3):

«Аякс»: 2005, 2006, 2007
- Найкращий бомбардир Чемпіонату Вірменії (1):

«Пюнік»: 2004